# Железнодорожные водонапорные башни Гердауэна
Железнодорожные водонапорные башни Гердауэна — ныне почти утраченные (за счёт разбора на кирпичи по указанию муниципалитета) водонапорные башни, которые расположены по ул. Деповская в посёлке Железнодорожный Правдинского района. Это уникальные парные башни как в Калининградской области, так и в России.

## История
Две стоящие рядом железнодорожные водонапорные башни были построены в 1890 году, в то время в городке Гердауэн. Основание каждой из башен, которые сделаны из кирпича имеет форму восьмиугольника. Верхняя часть — сама емкость, обшитая деревом.
С начала 2000-х годов башни находятся на балансе муниципалитета, как сообщил начальник отдела корпоративных коммуникаций КЖД Александр Першин. Деревянная обшивка смогла сохраниться без повреждений до 2013 года. Собственником башен является муниципальное предприятие «Дом Сервис», однако участок под ними принадлежит железной дороге.
После предписания Калининградской железной дороги муниципалы решили получить из башен бесплатные кирпичи, чтобы использовать их на свои нужды. Уничтожение исторического объекта вызвало большой общественный протест, но голос народа власти слушать не стали. Глава администрации Правдинского городского округа Павел Баранов сказал, что башни якобы в аварийном состоянии, что не соответствовало действительности. На момент заявления Баранова башни не только выглядели очень крепкими, кирпич с них не только не осыпается, но даже не было ни одной трещины на строениях, более того, были полностью целы и железобетонные перекрытия.
По словам главы ведомства Службы государственной охраны памятников Евгения Маслова:

У этих башен есть определённые признаки памятника истории и культуры. Но в своё время они не были включены в список даже выявленных памятников культурного наследия. Поэтому у службы, к сожалению, нет легальных инструментов, чтобы вмешаться в эту ситуацию
Он также добавил, что дело усложняется принятой в прошлом году Государственной думой очень долгой процедурой по включению объектов в реестр памятников культурного значения, приблизительно полгода. По словам самого Маслова невнесение башен, которые старше самого здания вокзала, который числится как объект начала XX века, в объекты культурного значения это было упущение госоргана.
Общественная инициативная группа «Прусское Наследие» сделала все возможное, чтобы обойти бюрократию и спасти уникальные исторические объекты от разбора на кирпичи. Координатор группы и член общественного Совета при Службе госохраны ОКН Олег Ли следующим образом прокомментировал ситуацию:

Учитывая, что здание вокзала является выявленным объектом культурного наследия (ОКН) и его предметы охраны не определены, стоило бы дождаться их определения, без разрушения башен. Служба госохраны ОКН сейчас активно проводит ГИКЭ (Госэкспертиза — ред.) всех выявленных объектов, — пояснил координатор «Прусского Наследия». — Однако даже в случае отказа от включения башен в состав предметов охраны вокзала и в перечень ОКН индивидуально, их демонтаж — моральное преступление против облика нашего региона и его туристической привлекательности, особенно в свете недавних предложений врио губернатора о возрождении сети исторических вокзалов региона
Во время кампании по сохранению уникальных башен народ понадеялся на помощь врио губернатора Антона Алиханова, была также создана петиция вступиться за исторические объекты. Однако это не помогло и разбор башен на кирпичи продолжился. По словам рабочих, которые разбирают башни строения ещё крепкие, и разбирать их жалко, но власти приказали. Сам кирпич — качественный немецкий (продается дороже 10 рублей за штуку) забирает начальник.
20 марта 2017 года была полностью уничтожена северная башня. По расследованию СМИ теперь привлекли и технику, а «в городской округе очень торопятся уничтожить уникальные исторические строения полностью — до сегодняшнего дня работа шла неспешно, силами всего трех мужчин, разбиравших здание вручную». В итоге благодаря Александру Георгиевичу Ярошуку полторы башни были уничтожены.